# The Wizard of Oz: Beyond the Yellow Brick Road
The Wizard of Oz: Beyond the Yellow Brick Road (El mago de Oz: Más allá del camino de baldosas amarillas), conocido en Japón como RIZ-ZOAWD, es un videojuego de rol para Nintendo DS.
Fue desarrollado por la empresa japonesa Media.Vision.
El videojuego es una adaptación de la novela del año 1900 de Lyman Frank Baum "El maravilloso mago de Oz" y hace uso de sus personajes, lugares y argumento.
El videojuego se publicó originalmente en Japón, a cargo de D3 publisher el 25 de diciembre de 2008.
Xseed Games publicó el videojuego en Norteamérica el 29 de septiembre de 2009. El videojuego no fue publicado en Europa.

## Jugabilidad
La jugabilidad se centra por completo en la Pantalla Táctil. Para mover a Dorothy, el jugador debe usar el stylus para deslizar la esfera verde de la pantalla inferior. La rapidez del jugador al deslizar la esfera regula la velocidad de Dorothy al caminar.

### Sistema de combate
Las batallas tienen lugar en primera persona, con un formato similar al de otros videojuegos como Dragon Quest y Earthbound.
Las acciones en batalla se dividen en ratios. En cada turno se pueden utilizar un total de 4 puntos de ratio. Dorothy y el Espantapájaros consumen 1 punto de ratio por cada acción, el León cobarde consume 2 puntos de ratio, y el Hombre de hojalata consume 3. A partir de esto, el resto son matemáticas. Se puede realizar cualquier combinación de personajes en cada turno siempre y cuando la suma del total de ratio sea exactamente 4.

## Argumento
El videojuego narra las aventuras de Dorothy y su grupo de amigos, que han de cumplir una tarea para el mago de Oz.
Este les ha pedido que derroten a cuatro brujas.
Después de esto, les promete que les concederá todos sus deseos.
Cada bruja tiene un huevo mágico que el jugador debe obtener. Existen diez huevos en total: tres en el país de la primavera, en el de verano y en el del otoño, y uno en el país del invierno.
Cuando el jugador ha obtenido todos los huevos, Oz se vuelve en contra de Dorothy y sus amigos, así que ellos tienen que derrotarlo tras volver a recorrer el camino de baldosas amarillas. Pero cuidado, una vez en el castillo no hay otra salida más que derrotar a Oz.
A lo largo del viaje, obtienes habilidades tras encontrarte con espíritus elementales y derrotar a los maestros dragones Cada vez que vences a uno de ellos, obtienes habilidades mágicas tales como un poder curativo u otro poder que duplica la fuerza de un compañero en batalla.

### Personajes
Dorothy Gale
La protagonista, quien, junto con su perro Toto, acaba en el país de Oz tras ser absorbida junto a su casa por un tornado. Para volver a casa debe cumplir la tarea que le ha encomendado Oz. Dorothy es una niña de 17 años que vive en Kansas. Su magia es del tipo curativo y su afinidad en batalla es con monstruos de tipo fantasma.
Espantapájaros
Un amable espantapájaros con el que se topa Dorothy. Pese a ser muy optimista, carece de cerebro. Este personaje destaca por su agilidad en batalla. Su afinidad en batalla es con monstruos de tipo medusa.
León cobarde
Un león que no tiene valor. Dorothy se lo encuentra después del Espantapájaros. Cuenta con habilidades de apoyo y de ataque. Su afinidad en batalla es con monstruos de tipo caparazón.
Hombre de hojalata
Un leñador de metal con el que se encuentra Dorothy en el bosque. Carece de corazón y es incapaz de articular palabras. Sus ataques son los más poderosos. Su afinidad en batalla es con monstruos de tipo planta.
Toto
Es un Cairn Terrier y es la mascota de Dorothy. Puede aprender una serie de trucos si Dorothy juega con él lo suficiente.
Oz
El gobernante del castillo de Oz, que busca recuperar las tierras de su reino que le han robado las brujas. Oz enseña a Dorothy los movimientos básicos en el mundo y en las batallas. Además, le regala a la heroína un par de botas rojas para poder recorrer el camino de baldosas amarillas.
Snowso, la bruja del invierno.
Es la madre de las tres brujas hermanas (Delphi, Holly y Flora). Su territorio está al sur del castillo de Oz. Es la encargada de acudir en la ayuda de Dorothy y sus amigos cuando Oz traiciona al grupo.
Delphi, la bruja del verano
Una bruja despreocupada cuyo único deseo es vivir la vida y disfrutar. Vive en una villa de verano. Es muy liberal pero puede ser un poco impredecible.
Holly, la bruja del otoño
Aunque es la más mayor de las tres, es muy infantil y se divierte asustando a la gente.
Flora, la bruja de la primavera
Es una bruja de corazón gentil que ama las flores. Le gusta invocar tornados para hacer recolecciones masivas de flores para su jardín. Uno de sus tornados trae a Dorothy al mundo de Oz.
Gatitos
Criaturas con forma de gato que sirven a las tres brujas hermanas. Aunque muchas veces se enfrentan a Dorothy en batalla, también te dan pistas sobre cómo jugar.
Jiyukaku
Maestro dragón de gran estatura.
Kouyoku
Maestro dragón con sobrepeso.
Io
El más diminuto de los maestros dragones.

## Desarrollo
The Wizard of Oz: Beyond the Yellow Brick Road fue desarrollado por un estudio japonés de videojuegos, Media.Vision, la misma compañía detrás de la saga Wild Arms.
El videojuego fue producido por el mismo productor de "Wild Arms" Tetsuya Okubo y dirigido por Nobuo Nakazawa, que lleva en la compañía desde "Wild Arms 2". El título japonés del videojuego, "RIZ-ZOAWD" es un anagrama de "Wizard of Oz".
Según Nakazawa, el nombre viene de "la tendencia japonesa a la predilección por la enumeración sin sentido de letras y palabras fabricadas" y que eligieron este título porque "tenía algo que hacía ring, la palabra en sí, sonaba bien para nuestros oídos".
The Wizard of Oz: Beyond the Yellow Brick Road se desveló por primera vez en la revista japonesa "Famitsu" en junio del 2008. Unos meses más tarde se mostraron más detalles del mismo durante el Tokyo Game Show. El videojuego incluye un CD de edición limitada con la banda sonora en su versión japonesa. Esta consta de seis pistas de audio entre las que se incluye el tema principal del videojuego, compuesto por Michiko Naruke y cantado por Kaori Asoh.
Xseed Games anunció en julio del 2009 que habían adquirido los derechos para publicar en Norteamérica el videojuego con la licencia de Warner Bros.

## Recepción
Las críticas para "The Wizard of Oz:
Beyond the Yellow Brick Road" han sido bastante mixtas.
El videojuego tiene una puntuación media de 69% en GameRankings y un 68 sobre 100 en Metacritic. Mark Bozon, crítico de IGN, le dio al juego una puntuación de 8/10 y afirmó lo siguiente:
"Es genial para jugadores jóvenes (o casuals), y también es un buen RPG - aunque decir estas dos cosas a la vez es raro... "The Wizard of Oz" es todo un compromiso, puesto que el videojuego ha salido para satisfacer dos tipos diferentes de usuarios: es lo suficientemente simple para los recién llegados, a la vez que tiene la suficiente profundidad para los jugadores hardcore de mente más abierta".
También ha elogiado el uso de la esfera verde para correr y caminar (incluso ha llegado a afirmar que su uso le resultaba adictivo) así como el uso exclusivo de la pantalla táctil de la Nintendo DS.